# Mesostalita
Mesostalita es un género de arañas araneomorfas de la familia Dysderidae. Se encuentra en Italia, Eslovenia, Croacia y Bosnia y Herzegovina.

## Lista de especies
Según The World Spider Catalog 12.0:
- Mesostalita comottii (Gasparo, 1999)
- Mesostalita kratochvili Deeleman-Reinhold, 1971
- Mesostalita nocturna (Roewer, 1931)